# John Cregan (Politiker)
John Cregan (* 21. Mai 1961 in Limerick, County Limerick, Irland) ist ein irischer Politiker der Fianna Fáil (FF). Er war von 2002 bis 2011 Teachta Dála (Abgeordneter) im Dáil Éireann, dem irischen Unterhaus.

## Leben
John Cregan wurde in Limerick geboren und wuchs in Dromcolliher auf. 1998 wurde er bei der Nachwahl für Seán Ryan über die Arbeitsliste in den Seanad Éireann gewählt. Cregan trat 2002 bei den Wahlen zum Dáil Éireann im Wahlkreis Limerick West für die Fianna Fáil an und wurde gewählt. Diesen Erfolg konnte er bei den Wahlen 2007 wiederholen.  Als Micheál Martin Anfang 2011 seinen Vorzug für Niall Collins erklärte, zog sich Cregan zurück.  
Er wurde Vorsitzender des Limerick GAA County Board.
John Cregan ist mit Patsy Breen verheiratet und hat mit ihr drei Kinder.